# (1336) Zeelandia
(1336) Zeelandia est un astéroïde de la ceinture principale découvert le 9 septembre 1934 par l'astronome néerlandais Hendrik van Gent.
Il tire son nom de la province Zélande.

## Historique
Le lieu de découverte, par l'astronome néerlandais Hendrik van Gent, est l'observatoire de l'Union à Johannesbourg.

## Sources

## Compléments